# Peter Streck
Peter Streck (* 23. April 1797 in Gersfeld; † 23. August 1864 in München) war ein deutscher Komponist, Dirigent und Arrangeur und führte die Reform der Militärmusik in Bayern als Nachfolger von Armee-Musikdirektor Wilhelm Legrand fort.

## Leben
Das musikalische Talent des Peter Streck fiel frühzeitig auf und wurde von seinen Eltern, aber auch vom Lehrer und Kantor gefördert. Neben Violine und Cello lernte Peter Streck frühzeitig Klarinette spielen. Nach dem Abschluss des Gymnasiums 1813 studierte er mit einem Stipendium am Kgl. Musik-Institut der Universität Würzburg bei Joseph Fröhlich Generalbass und Musiktheorie und vervollkommnete das Spiel der Klarinette, der Trompete, des Horns, Cello und Kontrabass. Im Juli 1818 trat er in das Musikkorps des 2. Bayerischen Infanterie-Regiments „Kronprinz“ in Würzburg ein und wurde bald der Stellvertreter des Dirigenten, Musikmeister Johann Krisett. Nach dessen Tod 1825 wurde er zum Musikmeister befördert und übernahm die Leitung des Musikkorps. Im gleichen Jahr wurde das Regiment nach München verlegt. Damit begann eine enge Zusammenarbeit mit Armee-Musikdirektor Wilhelm Legrand. Peter Streck erprobte alle damals neu entwickelten Ventilsysteme für Blechblasinstrumente und stellte sie seinem Vorgesetzten vor. Auch erhielt er die Erlaubnis, das Musikkorps des Kgl. Bayer. 2. Infanterie-Regiments durch sogenannte „Zugeteilte“ über die vorgeschriebene Besetzung von 20 Musikern zu erweitern. Schon bald verfügte das Musikkorps über die Besetzung von neun Klarinetten, zwei Flügelhörnern, vier Waldhörnern, einem Tenorhorn, einem Baryton, einem Bombardon, vier Trompeten, drei Posaunen und Schlagzeug.
Die Märsche und besonders die Tänze, die Peter Streck für Militärmusik komponierte, fanden großen Zuspruch beim Publikum, den Vorgesetzten und besonders König Maximilian II. Er führte eine Heeresreform durch. Ab Mai 1857 erhielten die Musikkorps aller bayerischen Infanterieregimenter eine neue Instrumentenausstattung nach dem Besetzungsvorschlag von Peter Streck. Schon 1842 schrieb der Kolumnist Ludwig Steub: „Wir nennen ihn ‚unseren Streck‘, er ist uns so teuer, wie Johann Strauß [Vater] seinen Wienern.“
Nach Wilhelm Legrands Tod 1845 wurde Peter Streck als sein Nachfolger eingesetzt und zum Obermusikmeister ernannt. Sein eigentlicher Wirkungsbereich wurde auf die Garnison München beschränkt, doch wirkte Peter Streck weit über München hinaus. Im Selbstverlag ließ er seine Kompositionen erscheinen; er war der erste Verleger, der Stimmen für jedes Blasinstrument ausdruckte, was den Musikern das Abschreiben aus der Partitur ersparte. Seinem Ruf als volkstümlicher Komponist verdankte es Peter Streck, dass ihn König Maximilian II. für seinen Plan der „volksmäßigen Reform der Militärmusik“ ausersah. In einer Verordnung von 1859 legte der König den Musikmeistern nahe, bei der Komposition neuer Märsche „echte bayerische Volks- und Soldatenlieder“ für das Trio zu verwenden. Zuvor hatte der König verboten, bei Paraden Märsche nach Motiven italienischer oder französischer Opern zu verwenden.
Die Summe seiner reichen Erfahrungen als Dirigent und Musiklehrer fasste Peter Streck als Kurzgefaßte praktische Anleitung zur Militär-Musik zusammen, die er 1861 seinem Lehrer Joseph Fröhlich widmete. Im Sommer 1864 ereilte Peter Streck bei der Musikprobe für ein Konzert mit Werken von Richard Wagner ein Schlaganfall, von dem er sich nicht wieder erholte.

## Diskografie
- Tänze und Märsche von Peter Streck. Das Bayerische Blechbläserquartett, Bogner Records 1994.